# إيفا كروز
إيفا كروز (بالإنجليزية: Eva Cruz) (22 يناير 1974 في الولايات المتحدة - ) هي لاعبة كرة طائرة الولايات المتحدة في مركز ضارب خارجي ‏.